# Spýros Fourlános
Spyrídon Fourlános (grec moderne : Σπυρίδων Φουρλάνος), souvent appelé Spýros Fourlános (Σπύρος Φουρλάνος), né le 16 novembre 1993 à Athènes, est un footballeur grec qui évolue au poste de milieu de terrain au AEL Kallonis en prêt de Club Bruges KV.

## Statistiques
| Saison                | Club                  | Championnat           | Championnat | Championnat | Coupe(s) nationale(s) | Coupe(s) nationale(s) | Compétition(s) continentale(s) | Compétition(s) continentale(s) | Compétition(s) continentale(s) | Total | Total |
| Saison                | Club                  | Division              | M.          | B.          | M.                    | B.                    | Comp.                          | M.                             | B.                             | M.    | B.    |
| 2011-2012             | Panathinaïkos         | Super League          | 3           | 0           | 0                     | 0                     | -                              | -                              | -                              | 3     | 0     |
| 2012-2013             | Panathinaïkos         | Super League          | 5           | 0           | 2                     | 0                     | C3                             | 1                              | 0                              | 8     | 0     |
| Total sur la carrière | Total sur la carrière | Total sur la carrière | 8           | 0           | 2                     | 0                     | -                              | 1                              | 0                              | 11    | 0     |

## Palmarès

### En club
Néant

### En équipe nationale
- Équipe de Grèce des moins de 19 ans
  - Finaliste du Championnat d'Europe de football des moins de 19 ans en 2012